# 沙茨基山
72°2′S 13°21′E / 72.033°S 13.350°E
沙茨基山（英語：Shatskiy Hill）是南極洲的山丘，位於東部南極洲的毛德皇后地，屬於魏普雷希特山脈的一部分，海拔高度2,705米，該山丘由德國探險隊發現，現時受南極條約體系管理。